# Bernard Reyt
Bernard Reyt est un footballeur français, né le 13 décembre 1951 à Guingamp (Côtes-du-Nord) et mort le 31 janvier 2004, à Pabu (Côtes-d'Armor). Il évolue au poste de gardien de but à l'En avant Guingamp durant les années 1970.

## Biographie
Il est notamment le gardien d'En avant Guingamp lors de l'épopée des « Rouge et Noir » en Coupe de France
. Un gardien atypique qui gardait des lunettes même pendant les matches.

## Carrière de footballeur
- 1972-1978 : EA Guingamp